# Manuel Francisco Rodríguez Monárrez
Manuel Francisco Rodríguez Monárrez es académico y activista ambiental mexicano. Además, él ha sido reconocido con el premio Tijuanenses que Trascienden.

## Historia
Nacido el 22 de julio de 1979  en Cd. Juárez, Chihuahua, cuenta con estudios de Licenciatura en Relaciones Internacionales por la Universidad de las Américas-Puebla,  Licenciatura  en Derecho por la Universidad Autónoma de Sinaloa y Maestría en Administración de Empresas por Cetys Universidad Tijuana con especialidad en Desarrollo Económico por la Universidad de Oklahoma. Tiene certificado en Estrategia Global Corporativa por la escuela de administración de la Universidad de San Diego.
Su educación básica, media básica y media superior la cursó en el Instituto México, en la ciudad de Tijuana, colegio de formación marista. Cursando un semestre de su preparatoria en el Colegio Militar de Culver, Indiana en los Estados Unidos de América.
Radicado en Tijuana desde 1984, en su desempeño profesional como ejecutivo del organismo empresarial DEITAC (Desarrollo Económico e Industrial de Tijuana, A.C.), se ha dedicado a atraer inversiones sustentables, sobre todo en el sector industrial y energético,  como es el caso de las empresas Sempra Energy, Toyota, Pinecreast Mills y Dart Container. En 2014 fue elegido por Junta de Consejo como Director del organismo promotor de la ciudad de Tijuana en materia de atracción de inversiones industriales.  Actualmente participa como socio de la Agencia Aduanal Sercomex Internacional en Ciudad Juárez y como gerente en el desarrollo de negocios de Grupo ADCO en Tijuana, Baja California, empresa dedicada al diseño y construcción de Cuartos Limpios para la Industria Médica y Electrónica, teniendo también la oportunidad de participar con ellos en proyectos de gran importancia, tales como Vía Corporativo, el primer edificio en recibir la certificación LEED en el norte de México, y el cual representa un parteaguas en el panorama arquitectónico de la región. Desde 2014, junto con su esposa Rudciel Rudametkin es socio de la empresa familiar Cajas Para Vino Rudametkin en la ciudad de Ensenada, Baja California. Es miembro de la Asociación de la Industria Maquiladora (Index - Tijuana).
En su paso por la Administración Pública, en 2004, fungió como Director de Fomento Industrial, en 2007, como Director del Sistema Municipal de Parques Temáticos del Ayuntamiento de Tijuana detonando la construcción de habitats abiertos en el Zoológico de la Ciudad.  Así mismo, en 2010 ocupó el cargo de Director de Turismo y Desarrollo Económico del Ayuntamiento de Rosarito, promoviendo proyectos sustentables en materia turística, como el Jardín Botánico de Baja California. De 2011 al 2012 ocupó el cargo de Jefe de Educación y Proyectos Ambientales en el Ayuntamiento de Tijuana, Baja California. Desde el 1 de diciembre de 2014, asesora al Presidente Municipal de Tijuana en la elaboración del discurso oficial.
En las elecciones municipales de 2016, fue elegido regidor del Ayuntamiento de Tijuana, cargo que ocupa desde el 1 de diciembre de 2016 hasta la fecha. 
Entre el 2012 y el 2013 se desempeñó como  Coordinador Ejecutivo del Consejo Coordinador Empresarial de Tijuana, A.C. bajo la presidencia del C.P. Juan Manuel Hernández Niebla.
Ha participado como investigador asociado y asesor del despacho Impact Negocios en asuntos de Seguridad Fronteriza para municipios como La Paz, Baja California Sur; Tecate, Baja California; Cd. Obregón y Puerto Peñasco, Sonora.
En el ámbito académico, ha sido profesor de la Facultad de Economía y Relaciones Internacionales de la Universidad Autónoma de Baja California, es profesor titular de la Maestría en Gestión y Políticas Públicas de la Universidad Iberoamericana Campus Tijuana, y  fue Coordinador de las Carreras de Administración y Comercio Internacional del CUT-Universidad de Tijuana. Ha sido Profesor de Asignatura en Derecho a la Propiedad Intelectual en Cetys Universidad. En abril de 2015 fue nombrado Coordinador de la Maestría en Desarrollo Humano por la Universidad Iberoamericana Campus Tijuana.
Cuenta con intercambios académicos en la Universidad de Kyoto,  la Universidad Estatal de Moscú y la Universidad de Harvard.  Es Fundador-Presidente del Grupo Altruista de Tijuana, A.C. y del movimiento ecologista Tijuana Green. Es miembro fundador del Consejo para Alianza en Desarrollo Humano y Construcción Verde entre la Universidad Iberoamericana y la Universidad de Colorado.
En el ámbito político, en 2009 fue Candidato a Diputado Federal por el Partido Verde Ecologista de México, institución política de la que fue miembro y en donde funge como Vocero Estatal en Baja California hasta 2012. Por último, colabora semanalmente como editorialista del periódico El Informador de Baja California (Infobaja) con temas ambientales, políticos y sociales.
Es miembro del consejo editorial de Grupo Uniradio, donde participa como conductor del programa de análisis político: 'Perspectivas'. Es también columnista del periódico El Informador de Baja California (Infobaja).